# Press It (álbum de Taemin)
Press It é o primeiro álbum de estúdio do cantor Taemin. O álbum foi lançado para download digital mundialmente e em formato físico no mercado interno em 23 de fevereiro de 2016, produzido pela gravadora S.M. Entertainment e distribuído pela KT Music.

## Antecedentes e lançamento
Em setembro de 2015, surgiram rumores de que Taemin estaria preparando um comeback solo, que foi pouco depois confirmado em um concerto pelo próprio e oficialmente pela S.M. Entertainment em 15 de janeiro de 2016. A S.M. Entertainment revelou no início de fevereiro de 2016, o cronograma do comeback oficial de Taemin, começando com o lançamento de imagens teasers em seu site oficial, revelando um teaser do MV em 17 de fevereiro, dois medleys destaque e dois vídeos musicais de desempenho. Em 21 de fevereiro, um vídeo performance de "Drip Drop", filmado em Los Angeles, foi liberado no YouTube, junto com um medley de seu álbum. Antes do lançamento do álbum e o vídeo musical de "Press Your Number", Taemin realizou dois showcases para a imprensa e os fãs em 22 de fevereiro. O showcase foi transmitido ao vivo através do V app do Naver. O álbum foi lançado no dia seguinte. No mesmo dia foi lançado um vídeo que mostra os bastidores de seus vídeos musicais, e também entrevistas com os dançarinos que colaboraram com Taemin para seu retorno.

## Produção e composição
O álbum começa com "Drip Drop" uma espécie de funk com techno. O ritmo rápido e frenético é fácil e convidativo. As mudanças de Taemin como um tenor, mostram em um momento que ele é misterioso e sedutor, o próximo ele é frenético e agressivo. Taemin falou sobre seu primeiro álbum solo para a revista "Singles", dizendo: "'Press It' é um álbum completo com 10 músicas onde eu participei muito, e também trabalhei na escolha das músicas. Como resultado, o álbum mostra muito da minha cor." Sobre sua canção título, ele disse: "'Pres Your Number' é uma canção pop dance urbana produzida por Bruno Mars e a equipe de produção The Stereotypes. A versão demo da faixa foi originalmente feita anos antes de seu lançamento oficial, sendo comprada pela S.M. Entertainment. Taemin em muitas entrevistas, disse que não chegou a se encontrar com Bruno Mars para trabalhar nessa música, apenas compôs uma nova letra para a canção, a fim de apelar para o mercado coreano. A coreografia foi alterada várias vezes e eu pratiquei muito para ter uma boa química com os dançarinos." Ele também escolheu Kai como um dos artistas que queria trabalhar, dizendo: "Eu quero trabalhar com os meus amigos. Eu acho que se eu trabalhar com amigos que estive perto desde que nós éramos trainees, eu poderia ter um resultado energético."
"Soldier" foi a primeira canção que ele escreveu para um álbum e foi concebida durante suas viagens ao exterior. É uma música que realmente mostra a sua gama, uma balada que vai de calma e sincera para alta e angustiado. Ela começa com um piano solitário e logo constrói a orquestra completa. Outra canção que lhe foi dada para este álbum foi "Already", escrita e composta por Jonghyun. Durante seu showcase de retorno, Taemin confessou que implorou a Jonghyun para dar-lhe uma canção para seu novo álbum. Ele disse: "Jonghyun tinha escrito a letra de 'Already'. Ele deveria dar a canção para mim, mas de repente mudou de ideia e disse que iria usá-la para si mesmo. Então, pedi-lhe para nenhum fim [para a música]." É uma canção de soft rock, que fica um pouco mais energética após o primeiro verso. Ela começa com alguns sintetizadores e logo dá lugar a um tilintar de piano e guitarra delicadamente dedilhados. "Guess Who" começa assustadora, com vento, passos, sons de arma, e um grito. Definitivamente invadindo o território do VIXX. As letras são assustadoras também, cabendo bem a introdução. Taemin é lascivo e perigoso, e o refrão é um pouco assobiado. Ele parece estar descrevendo-se como um assassino.
"One By One" começa com um riff de guitarra torturado. Ele segue a melodia básica do riff quando canta, mas mais e mais coisas estão em camadas como overdubs e a guitarra é quase afogada. Quando o coro diminui, o riff ressurge. As letras são dele explicando que ele e sua amada são o únicos um para o outro. "Mystery Lover" atinge profundamente os vocais de Taemin. A música em si é sobre um encontro com uma mulher que ele ainda não se encontrou, e como será emocionante quando eles estiverem juntos. A canção contém riffs de caixa de música perturbadores, que seria um bom quadro para uma canção sobre um vampiro ou assassino. Com graves profundos que se transformam em explosões em seguida, "Sexuality" exala sentimentos sensuais. Taemin tem uma aura de mistério em torno dele, e sua voz convida-o. "Until Today" é um número de R&B, com algumas melodias e instrumentação que lembra dos anos 80, especialmente quando em seu falsete. É uma canção sincera sobre um rompimento: "Só até hoje como este, Baby, eu vou beber sem dizer nada durante todo o dia." Durante uma entrevista Taemin mencionou que uma das músicas deste álbum deveria ser originalmente incluída em seu mini-álbum Ace, mas ele decidiu guardá-la para mais tarde. No Kim Changryeol's Old School Radio foi revelado que a canção era "Hypnosis". "Hypnosis" é uma balada padrão. Taemin começa lento, em um piano, e depois, gradualmente, ele tem que gritar para ser ouvido sobre toda a instrumentação. A letra resume que essa música é sobre "se hipnotizar para que possa esquecer." Durante o programa de rádio Blue Night Taemin falou sobre como teve um cuidado especial na escolha de todas as músicas de seu próprio álbum, mesmo que não tenha escrito todas as canções.

## Promoções
Taemin iniciou as promoções do álbum em 25 de fevereiro de 2016 no M! Countdown, seguido por Music Bank em 26 de fevereiro, Show! Music Core em 27 de fevereiro, e Inkigayo no dia 28 de fevereiro. Além de aparecer no primeiro episódio da sétima temporada do Saturday Night Live Korea, e também nos programas de rádio Cultwo Show e Kim Chang Ryul's Old School.

## Lista de faixas
Créditos adaptados da página oficial do artista.
| N.º            | Título                     | Letras                      | Música | Arranjo                                         | Duração |  |
| 1.             | "Drip Drop"                | Park Sung-hee               | Jamil "Digi" Chammas Jonathan Perkins Michael Jiminez Sara Forsberg Tay Jasper Leven Kali Paul "MARZ" Thompson | Jamil "Digi" Chammas Jonathan Perkins           | 3:25    |  |
| 2.             | "Press Your Number"        | Lee Tae-min Tenzo and Tasco | The Stereotypes Bruno Mars Philip Lawrence                                                                     | The Stereotypes Bruno Mars Philip Lawrence      | 3:46    |  |
| 3.             | "Soldier"                  | Lee Tae-min                 | Matthew Tishler Felicia Barton Aaron Benward                                                                   | Matthew Tishler Felicia Barton Aaron Benward    | 3:34    |  |
| 4.             | "벌써 (Already)"           | Kim Jong-hyun               | Kim Jong-hyun Teddy Riley Lee Hyun-seung DOM Daniel "Obi" Klein                                                | Teddy Riley Lee Hyun-seung DOM Adam             | 3:42    |  |
| 5.             | "Guess Who"                | Brian Kim                   | LDN Noise Andrew Choi Tay Jasper                                                                               | LDN Noise Shaun David Choi                      | 3:27    |  |
| 6.             | "One By One"               | Lee Seu-ran                 | Denzil "DR" Remedios Antwann Frost Ryan S. Jhun                                                                | Denzil "DR" Remedios Antwann Frost Ryan S. Jhun | 3:58    |  |
| 7.             | "Mystery Lover"            | Cho Yoon-kyung              | Adrian McKinnon Mark Q. Rankin Ryan S. Jhun                                                                    | Adrian McKinnon Mark Q. Rankin Ryan S. Jhun     | 3:38    |  |
| 8.             | "Sexuality"                | Kenzie                      | Jodi Marr Eric Bazilian Ryan S. Jhun                                                                           | Jodi Marr Eric Bazilian Ryan S. Jhun            | 3:40    |  |
| 9.             | "오늘까지만 (Until Today)" | G.Soul                      | Jamil "Digi" Chammas Justin Lucas Deez G.Soul Paul "MARZ" Thompson                                             | Jamil "Digi" Chammas Justin Lucas Deez          | 4:06    |  |
| 10.            | "최면 (Hypnosis)"          | Lee Ji-eun Kim Tae-sung     | Kim Young-shin Kim Tae-sung 220                                                                                | Kim Young-shin Kim Tae-sung 220                 | 4:04    |  |
| Duração total: | Duração total:             | Duração total:              | Duração total:                                                                                                 | Duração total:                                  | 37:25   |  |

## Recepção

### Análise da crítica
| Críticas profissionais | Críticas profissionais |
| Avaliações da crítica  | Avaliações da crítica  |
| Fonte                  | Avaliação              |
| ---------------------- | ---------------------- |
| Allkpop                | [ 13 ]                 |

O site Allkpop, declarou em sua resenha que algumas das canções do álbum começam em um caminho, e então rapidamente tomam outra direção. É um truque musical de mão que distrai e encanta. E declarou que Taemin atrai a  atenção, tanto como cantor e agora um compositor também.

### Desempenho comercial
Press It alcançou a #1 posição nas paradas do iTunes no Japão, Vietnã, Taiwan, Singapura, Tailândia, Finlândia e Hong Kong. Também atingiu a #2 posição na Suécia e Sri Lanka, #3 na Indonésia, #4 na Malásia, #5 na Noruega e nas Filipinas, #7 na Rússia, #8 na Turquia, e #10 na Dinamarca. Também foi o álbum #1 mais vendido nos gráficos Hanteo e Synnara durante a sua primeira semana. A primeira semana de vendas de álbuns na Coreia terminou com Press It quebrando o recorde da primeira semana de vendas de álbuns físicos para um artista solo com 68,500+ cópias vendidas, sendo o recorde anterior de G-Dragon com One of a Kind (2012). Para Billboard, Press It classificou-se na #2 posição durante a sua primeira semana em seu Chart Music World e #7 no Billboard's Heatseekers Chart. O álbum debutou na primeira posição na parada oficial de álbuns da Coreia do Sul, Gaon Music Chart, além de vender mais de 76.000 cópias em menos de um mês de lançamento.
| País           | Gráfico                    | Melhores posições |
| -------------- | -------------------------- | ----------------- |
| Coreia do Sul  | Gaon Weekly Albums Chart   | 1                 |
| Coreia do Sul  | Gaon Monthly Albums Chart  | 2                 |
| Japão          | Oricon Weekly Albums Chart | 15                |
| Estados Unidos | Billboard World Albums     | 2                 |
| Estados Unidos | Billboard Heatseekers      | 7                 |

| País          | Gráfico               | Quantidade |
| ------------- | --------------------- | ---------- |
| Coreia do Sul | Gaon physical sales   | 76,684+    |
| Japão         | Oricon physical sales | 2,682+     |

## Prêmios e indicações

### Prêmios em programas musicais
| Canção              | Programa                  | Data               |
| ------------------- | ------------------------- | ------------------ |
| "Press Your Number" | The Show (SBS MTV)        | 1 de março de 2016 |
| "Press Your Number" | Show Champion (MBC Music) | 2 de março de 2016 |
| "Press Your Number" | M! Countdown (Mnet)       | 3 de março de 2016 |
| "Press Your Number" | Music Bank (KBS)          | 4 de março de 2016 |

## Histórico de lançamento
| País          | Data                    | Formato              | Gravadora                    |
| ------------- | ----------------------- | -------------------- | ---------------------------- |
| Mundialmente  | 23 de fevereiro de 2016 | Download digital     | S.M. Entertainment           |
| Coreia do Sul | 23 de fevereiro de 2016 | CD, Download digital | S.M. Entertainment, KT Music |
| Japão         | 25 de fevereiro de 2016 | CD                   | S.M. Entertainment           |